# Michael Oppenheimer
Pour les articles homonymes, voir Oppenheimer.
Michael Oppenheimer (né le 28 février 1946) est professeur de sciences de la Terre et affaires internationales à la Woodrow Wilson School of Public and International Affairs (en) et au département de Sciences de la Terre à l'université de Princeton. Il y est directeur du programme en science, technologie et politique environnementale.
Oppenheimer a tenu un rôle éminent dans les domaines liés à la politique scientifique et environnementale relative aux pluies acides, et il contribua en 1990 aux amendements apportés au Clean Air Act. En ce qui concerne la question du réchauffement climatique, il a été l'un des principaux rédacteurs des quatrième et cinquième rapports du GIEC.
Oppenheimer est aussi une figure publique reconnue, et il a présenté les divers aspects du réchauffement climatique dans les media. Il a été invité par de nombreuses chaînes de télévision et de radio et a participé à de nombreux débats, en particulier dans This Week (ABC), Nightline, PBS NewsHour, The Oprah Winfrey Show, Charlie Rose, ABC News, et The Colbert Report. Oppenheimer a publié plus de 140 articles dans des revues professionnelles.
Il est coauteur avec le militant écologiste Robert H. Boyle de Dead Heat: The Race Against The Greenhouse Effect, publié en 1990. Oppenheimer est cofondateur du Climate Action Network.

## Cursus
Oppenheimer rejoignit l'université de Princeton après plus de vingt ans passés auprès de l'Environmental Defense Fund, une organisation environnementale non-gouvernementale, où il avait le poste de chef scientifique et manager du programme climat et air. Avant ce poste à l'Environmental Defense Fund, M. Oppenheimer a été astrophysicien atomique et moléculaire au Harvard-Smithsonian Center for Astrophysics, et chargé de cours en astronomie à l'université Harvard. Il a reçu sa licence en chimie au MIT, son doctorat en physico-chimie à l'université de Chicago, et poursuivit des recherches post-doctorales au Harvard–Smithsonian Center. Il continua à être conseiller scientifique auprès de l'Environmental Defense Fund.
Oppenheimer a été membre de plusieurs commissions de l'Académie nationale des sciences et est maintenant membre du conseil de l'Académie nationale sur les systèmes énergétiques et environnementaux. Il est également lauréat des Heinz Awards en 2010 avec un intérêt particulier sur le changement climatique. Il a été fellow of the American Association for the Advancement of Science (en).

## Recherches
Ses recherches portent sur la science de l'atmosphère et les politiques qui y sont attachées, et en particulier sur le réchauffement climatique. La plupart de ses recherches ont pour but de comprendre ses conséquences négatives sur les écosystèmes tels que les récifs coralliens, les inlandsis, l'élévation du niveau de la mer, et les migrations humaines. Il a étudié les liens entre le changement climatique, le rendement des cultures et les migrations du Mexique vers les États-Unis. Oppenheimer étudie le processus de diffusion des connaissances scientifiques et leur rôle dans les politiques publiques pour répondre au changement climatique.

## Rôle dans la politique scientifique
Oppenheimer est un participant chevronné du GIEC, organisation qui obtint le prix prix Nobel de la paix en 2007. Il a été l'un des auteurs principaux du quatrième rapport du GIEC, et l'un des principaux coordonnateur du cinquième rapport. Dans la deuxième moitié des années 1980, Oppenheimer est membre de l'Advisory Group on Greenhouse Gases, qui organise deux ateliers en 1987, lesquels participent à l'émergence d'une gouvernance mondiale du climat (convention-cadre des Nations unies sur les changements climatiques lors de la conférence des Nations unies sur l'environnement et le développement en 1992, puis protocole de Kyoto). Durant cette période, il cofonde le Climate Action Network. Ses recherches et son travail de persuasion sur les pluies acides ont aussi contribué à l'adoption des amendements de 1990 au Clean Air Act.

### Évaluation du fonctionnement du GIEC
En 2007, alors que les controverses sur le réchauffement climatique étaient très vives, il s'est exprimé sur les limitations de l'approche consensuelle du GIEC dans la revue Science. Selon Oppenheimer, le rôle d'évaluation centralisé actuel du GIEC permettait la  « communication sous forme d'un message monolithique » mais présentait le risque « d'une ossification et d'une éventuelle absence de pertinence » du GIEC en tant qu'institution. Selon Oppenheimer, le « problème de créer, défendre et communiquer un consensus, et les divergences envers ce consensus », avaient été discutés mais n'avaient été abordés qu'après le quatrième rapport du GIEC. Il a remarqué ensuite des changements majeurs survenus au sein du GIEC, notamment une plus grande attention sur les incertitudes, depuis l'examen du InterAcademy Panel (en) (IAC), et sur les approches de gestion des risques basées sur les conclusions fondamentales du quatrième rapport. En ce qui concerne double rôle du GIEC qui doit communiquer ses résultats aussi bien aux gouvernements qu'au grand public, il a estimé que l’organisation n’avait pas entièrement réussi dans aucune de ces deux missions. Selon Oppenheimer, le GIEC devait décider s'il entendait communiquer vers le grand public.
En 2011, en collaboration avec Gary Yohe, il a publié un essai qui portait sur les incertitudes concernant les évaluations du GIEC sur des sujets tels que la sensibilité climatique, un éventuel effondrement de l'inlandsis Ouest-Antarctique, ou l'évolution tout aussi importante des systèmes socio-politico-économiques.
En 2012, Oppenheimer, avec Jessica O'Reilly et Naomi Oreskes, il revient sur la situation de l'inlandsis Ouest-Antarctique telle qu'elle est exposée dans les rapports du GIEC. Les possibles conséquences désastreuses d’une désintégration de l'inlandsis sur le niveau mondial de la mer ont été exposées dans le troisième rapport d’évaluation du GIEC, mais ont été à peine abordées dans le quatrième rapport. En effet, les auteurs du GIEC étaient moins confiants dans les prévisions de la désintégration de l'inlandsis, non seulement à cause des nouveaux résultats scientifiques publiés depuis le troisième rapport, mais également pour des raisons de « culture » interne, occasionnées par les changements de présidents du GIEC, des équipes d'auteurs et de l'organisation des rapports. Ces changements ont rendu trop difficile un exposé de l'éventail des futurs possibles de l'inlandsis d'une façon utilisable pour les gouvernements.

## Une sélection de publications
Une liste de publications figure sur Google Scholar
- (en) Kopp RE, et al., « Probabilistic 21st and 22nd century sea-level projections at a global network of tide gauge sites », Earth's Future, vol. 2, no 8,‎ 2014, p. 383–406 (DOI 10.1002/2014EF000239)
- (en) Stewart RB, Oppenheimer M, Rudyk B, « A New Strategy for Global Climate Protection », Climatic Change, vol. 120, nos 1–2,‎ 2013, p. 1–12 (DOI 10.1007/s10584-013-0790-8)
- (en) Little CM, Oppenheimer M, Urban NM, « Upper bounds on twenty-first-century Antarctic ice loss assessed using a probabilistic framework », Nature Climate Change, vol. 3,‎ 2013, p. 654–659 (DOI 10.1038/ncclimate1845)
- (en) S. Gerber, L.O. Hedin, M. Oppenheimer, S.W. Pacala, E. Shevliakova, « Nitrogen cycling and feedbacks in a global dynamic land model », Global Biogeochem. Cycles, vol. 24, no 1,‎ 2010, p. 1001 (DOI 10.1029/2008GB003336)
- (en) Feng A. Krueger, « Linkages among climate change, crop yields and Mexico–US cross-border migration », Proc. Natl. Acad. Sci. USA, vol. 107, no 32,‎ 2010, p. 14257–14262 (DOI 10.1073/pnas.1002632107)
- (en) Bradley BA, Oppenheimer M, Wilcove DS, « Climate Change and Plant Invasions: Restoration Opportunities Ahead? », Global Change Biology, vol. 15, no 6,‎ 2009, p. 1511–1521 (DOI 10.1111/j.1365-2486.2008.01824.x)
- (en) Kopp RE, et al., « Probabilistic assessment of sea level during the Last Interglacial stage », Nature, vol. 462, no 7275,‎ 2009, p. 863–7 (DOI 10.1038/nature08686)
- (en) Smith J, et al., « Assessing dangerous climate change through an update of the Intergovernmental Panel on Climate Change (IPCC) reasons for concern », PNAS, vol. 106, no 11,‎ 2009, p. 4133–4137 (DOI 10.1073/pnas.0812355106)
- (en) Morrow D., Kopp R., Oppenheimer M., « Toward ethical norms and institutions for geo-engineering research », Environ. Res. Lett., vol. 4, no 4,‎ 2009, p. 2009 (DOI 10.1088/1748-9326/4/4/045106)
- (en) Searchinger T, et al., « Fixing a critical climate accounting error », Science, vol. 326, no 5952,‎ 2009, p. 527–528 (DOI 10.1126/science.1178797)
- (en) M. Oppenheimer, B.C. O'Neill, M. Webster, « Negative learning », Climatic Change, vol. 89, nos 1–2,‎ 2008, p. 155–172 (DOI 10.1007/s10584-008-9405-1)
- (en) Donner et al., « Global Assessment of Coral Bleaching and Required Rates of Adaptation under Climate Change », Global Change Biology, vol. 11, no 12,‎ 2006, p. 1–15 (DOI 10.1111/j.1365-2486.2005.01073.x)
- (en) M. Oppenheimer, « Global warming and the stability of the West Antarctic Ice Sheet », Nature, vol. 393, no 6683,‎ 1998, p. 325–332 (DOI 10.1038/30661, lire en ligne)
- (en) Epstein C.B., Oppenheimer M., « Empirical relation between sulphur dioxide emissions and acid deposition derived from monthly data », Nature, vol. 323, no 6085,‎ 1986, p. 245–7 (DOI 10.1038/323245a0)
- (en) Hartquist T.W., Dalgarno A., Oppenheimer M., « Molecular diagnostics of interstellar shocks », Astrophysicalpériodique, vol. 236,‎ 1980, p. 182 (DOI 10.1086/157731)
- (en) Oppenheimer M., Dalgarno A., « The Fractional Ionization in Dense Interstellar Clouds », Astrophysicalpériodique, vol. 192, no 1,‎ 1974, p. 29–32 (DOI 10.1086/153030)